# サッコリタス
サッコリタス (Saccorhytus) は、約5億年前のカンブリア紀に生息した化石動物の一属。微小な袋状の体に大きな口を持つ。Saccorhytus coronarius の1種のみを含む。記載当時は最古級の後口動物とされていたが、後に脱皮動物と見直されている。
化石は、イギリス、中国、ドイツの合同調査チームにより中国の陝西省で最初に発見され、2017年1月に公表された。

## 名称
ラテン語で「かばん」を意味する saccus と古代ギリシア語で「しわ」を意味するῥύτις rhytisが学名 Saccorhytus の語源で、それぞれ体の形と化石の保存状態に由来する。模式種の種小名 coronarius は、ラテン語で「冠」の意味であり、これは口の形に由来する。

## 形態と生理学
サッコリタスは直径1.3 mm程度の大きさで、全身が球または半球状である。体は左右対称であるが、背腹・前後軸は文献により解釈が異なる。Han et al. 2017 では口側を腹面、幅狭い端を前面、幅広い端を後面とされていたが、Liu et al. 2022 では左右相称動物の一般的な体軸を基に、口側を前面、幅狭い端を背面、幅広い端を腹面とされる。表皮は脱皮動物のクチクラ（原クチクラ procuticle と 表層クチクラ epicuticle）のように2層に分かれている。
体に不釣り合いな大きな口は中央付近に配置され、放射状のひだで円形に開き、スリット状に閉じる。その周りは数多くの三叉状の突起物に囲まれて、そのうち幅狭い端の側にある1-5本のそれぞれの中央の棘が長大に発達する。その直後から口の左右にかけて小さな小節に細分された4列のひだを持つ。

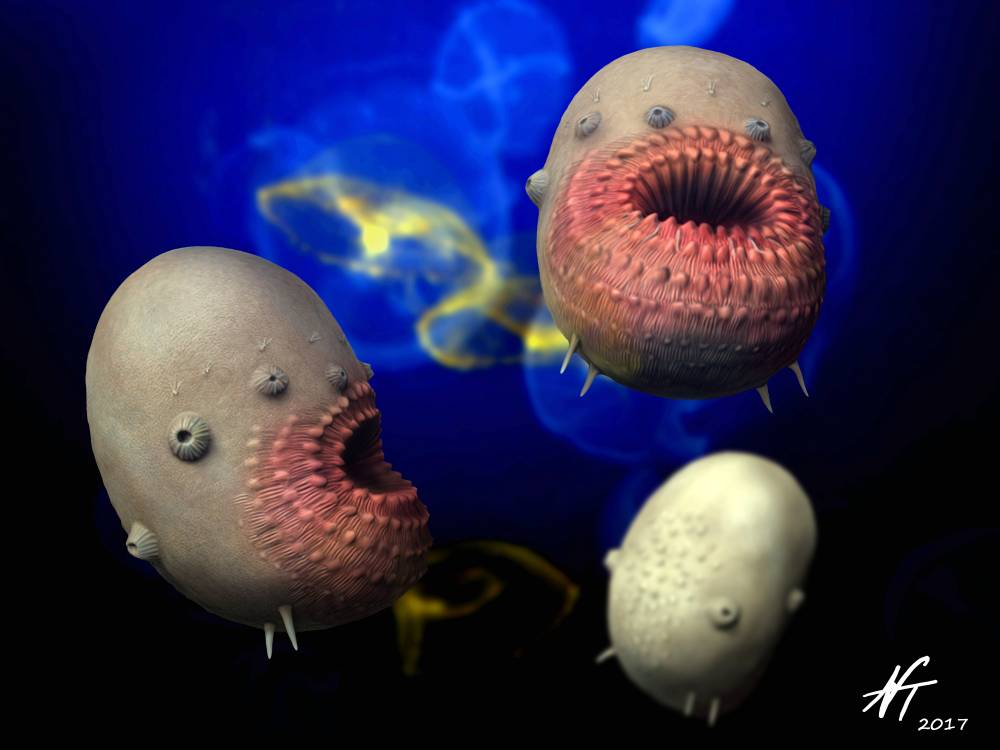
Han et al. 2017 の見解に基づいた旧復元図

体の周りには、放射状のひだのある円錐台型の突起物が数対あり、"body cones"と呼ばれる。Han et al. 2017 では、そのうち幅広い端にある4対は脊索動物のように咽頭に繋ぎ、呼吸や不要物を排出するのに用いられる鰓裂 (gill slit) で、幅狭い端にある2対は剛毛を格納する感覚器官か、接着粘液や配偶子のような内容物の放出部であったとされていたが、Liu et al. 2022 では幅狭い端と幅広い端にそれぞれ3対と5対あって全てが元々長大な棘を備わっており、Han et al. 2017 に開口とされる部分は折れた棘の断面とされる。これらの棘は脱皮動物である有棘動物（Scalidophora、鰓曳動物・動吻動物・胴甲動物などを含む）のものと同様に中空である。また、口の反対側の表面（Han et al. 2017 の「背面」、Liu et al. 2022 の「後面」）には数多くの細かな棘が生えている。
肛門があった証拠はなく、消化した食物は、摂取した際と同じ開口部から放出していたと考えられている。Han et al. 2017 では化石の表面が強く折り畳まれて変形したことにより、この結論は暫定的なものに留まっており、その著者の1人であるサイモン・モリスも、チームが単にそれを発見できていない可能性があることを認めている。Liu et al. 2022 では、元から肛門を欠けたことが認められる。

## 生態

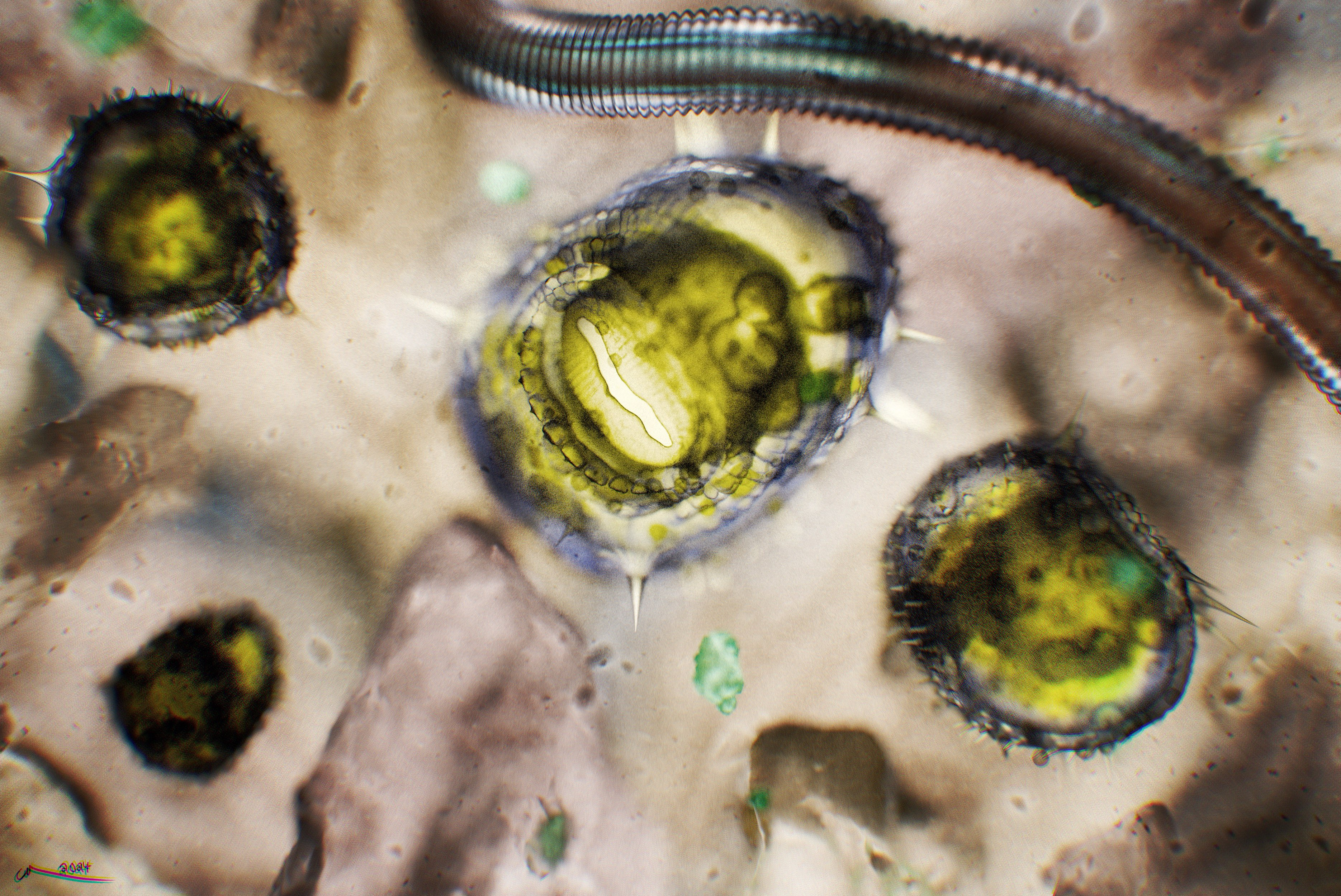
砂利の中に潜んでいるサッコリタスの生態復元図

サッコリタスは小型底生生物 (meiobenthos) であったと考えられる。Han et al. 2017 では砂粒の中でうごめいて、背面の円形孔で自身を付着させるとされていたが、Liu et al. 2022 では移動能力が低く、口周りの棘で感覚や防御、捕食をしていたとされる。

## 分類と進化
左右相称動物におけるサッコリタスの系統位置は記載文献によって大きく異なる。原記載である Han et al. 2017 では、サッコリタスは古虫動物の鰓裂とよく似た"body cones"を持つとされることから、系統解析でそれと同様に後口動物に分類されており、古虫動物と関連が深いと考えられた。

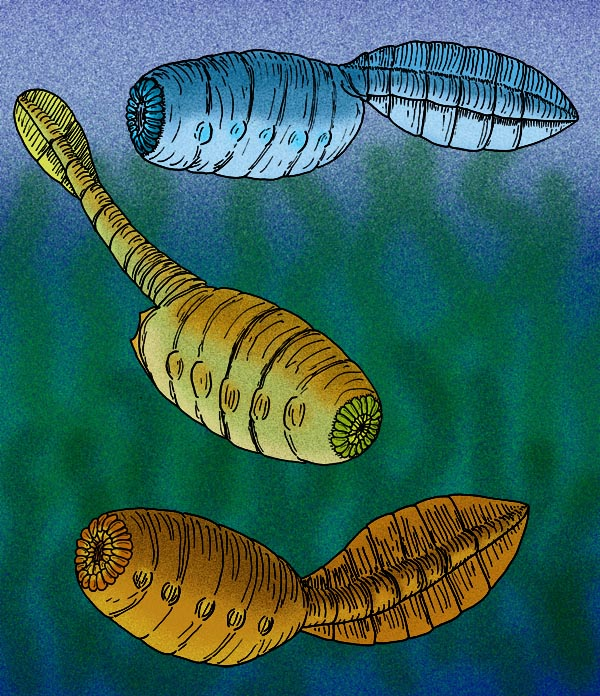
古虫動物
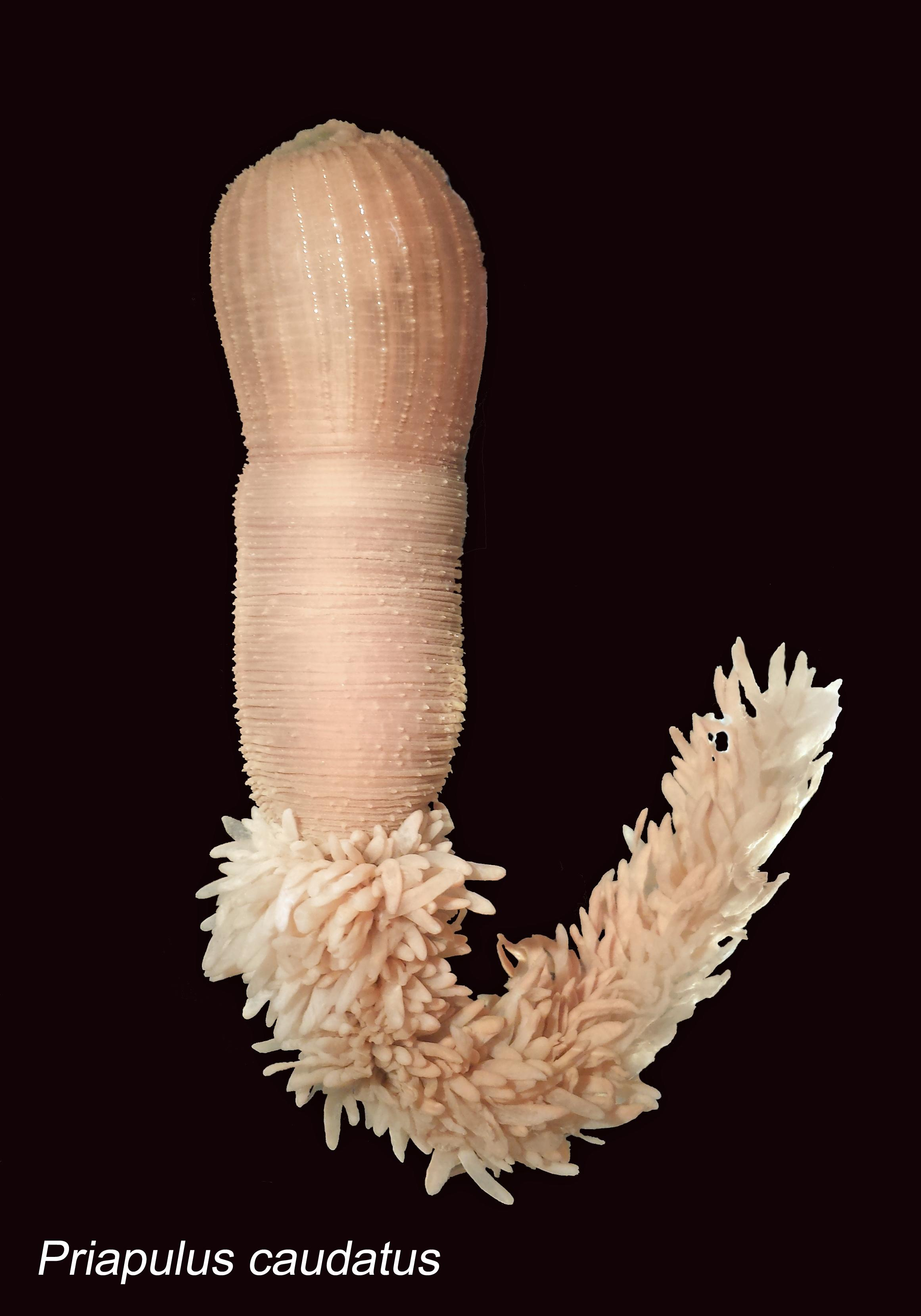
鰓曳動物

一方、Liu et al. 2022 では"body cones"を棘の基部であるとされ、前述した系統位置の根拠が否定される。同時に、表皮や棘の構造が脱皮動物のものと似ていることが判明し、これらに基づいた系統解析にも脱皮動物に分類される。しかしそれ以降の具体的な系統位置は不確実で、基盤的な脱皮動物・基盤的な環神経動物（鰓曳動物・線形動物など）・基盤的な汎節足動物（節足動物・緩歩動物など）のいずれかになり得るとされる。
肛門の欠如は、一部の左右相称動物（クモヒトデなど）に見られるような二次的な退化消失、もしくはより原始的な左右相称動物から遺伝した共有原始形質とされるが、Liu et al. 2022 では前者の方が可能性が高いとされる。